# Cape Cod
Cape Cod je poloostrov v okrese Barnstable County na jihovýchodě státu Massachusetts na severovýchodě Spojených států. Rozprostírá se na rozloze 878 km² v Atlantském oceánu a v letních měsících jsou jeho pláže turistickou destinací.

Barnstable County (vyznačen červeně) na mapě Massachusetts

V roce 1914 šíji poloostrova u její pevninské základny proťal asi 11 km dlouhý kanál (průplav) Cape Cod Canal, který výrazně zkrátil námořní spojení mezi New Yorkem a Bostonem. Přes průplav vedou dva dálniční mosty Sagamore Bridge a Bourne Bridge, které jsou od sebe vzdáleny asi 6,5 km, a železniční most Cape Cod Canal Railroad Bridge.

## Geografie a správní členění

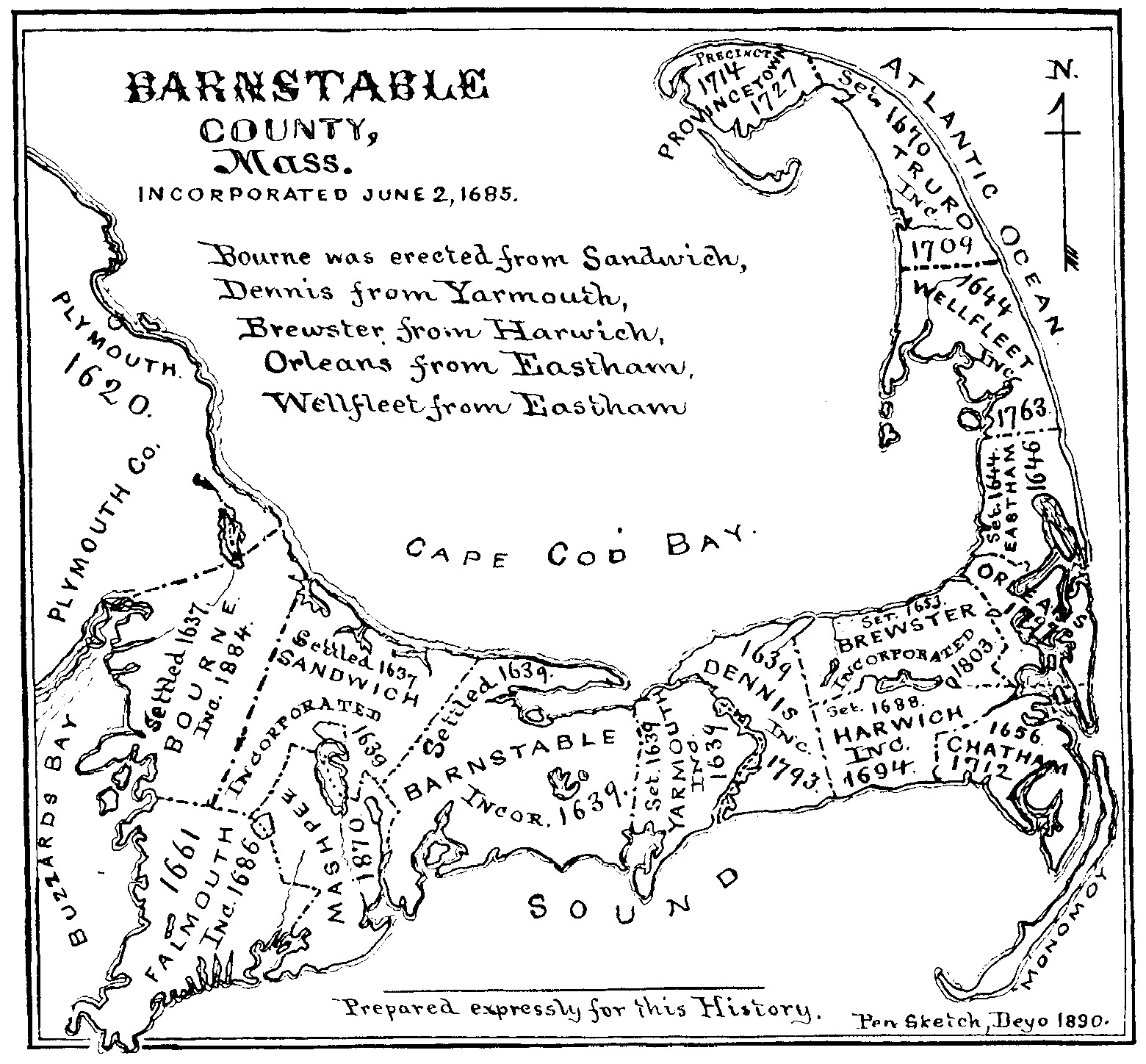
Města okresu Barnstable na historické mapě z roku 1890

Nejvyšším bodem je 93 m vysoký Pine Hill v Massachusetts Military Reservation, výška odtud klesá až ke hladině moře. Jižně od Cape Cod leží Nantucket Sound a větší ostrovy Nantucket, Martha's Vineyard a řetězec ostrovů Elizabeth Islands, z nichž je většina v soukromém vlastnictví.
Cape Cod zahrnuje celý okres Barnstable s 15 městy: Bourne, Sandwich, Falmouth, Mashpee, Yarmouth, Harwich, Dennis, Brewster, Chatham, Orleans, Eastham, Wellfleet, Truro, Provincetown a Barnstable. Dvě z nich (Bourne a Sandwich) se rozkládají i na pevninské části kanálu Cape Cod.

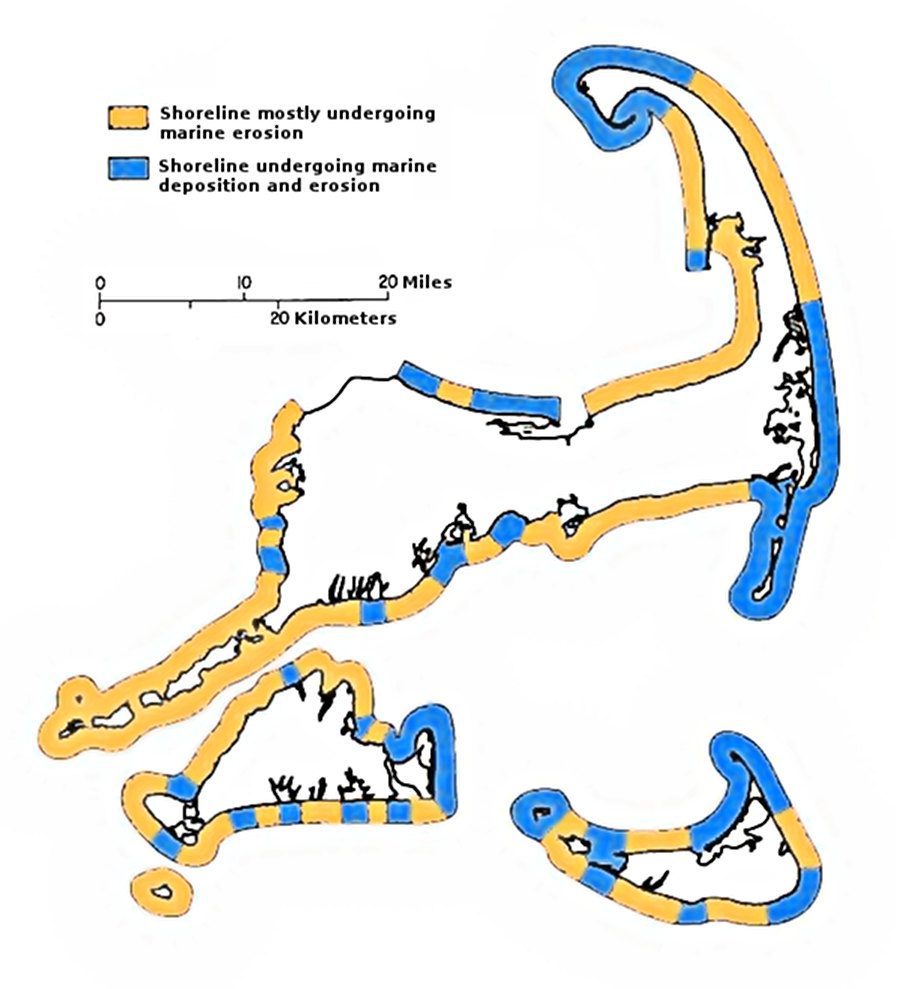
Na některých místech působí vlny erozi pobřeží (žlutě) a unášejí materiál, který se na jiných místech usazuje (vyznačena modře).

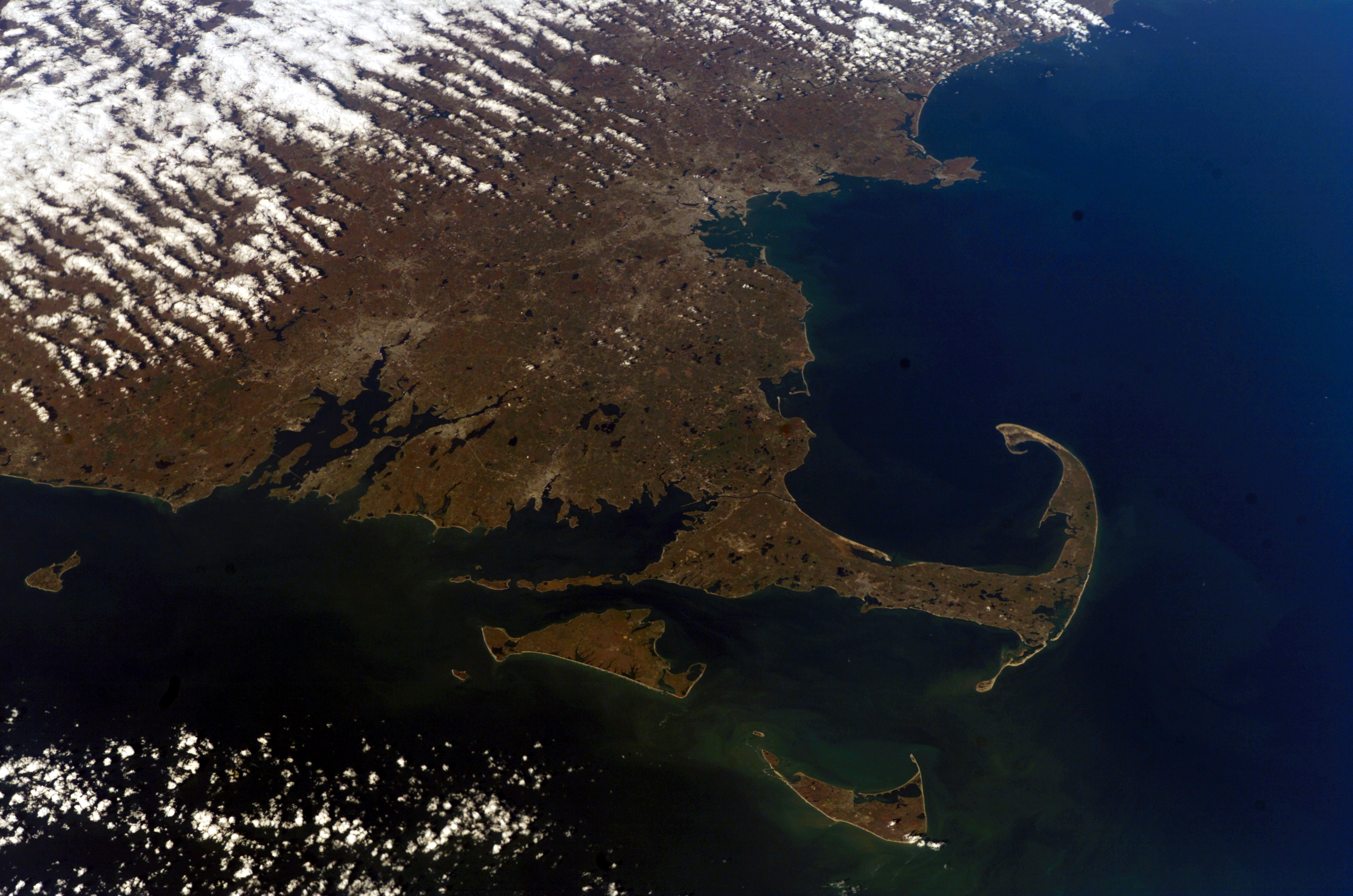
Cape Cod na digitální fotografii pořízené astronauty ze stanice ISS.

## Původní obyvatelé
Cape Cod byl po staletí obýván kmenem Wampanoag. Žili daleko od moře a byli vyspělými zemědělci, využívali les při jeho zachování a řízenými požáry vypalovali podrost. Poutníkům, kteří připluli na podzim 1620 do Zátoky Cape Cod, pomohli přežít první zimu.

## Historie

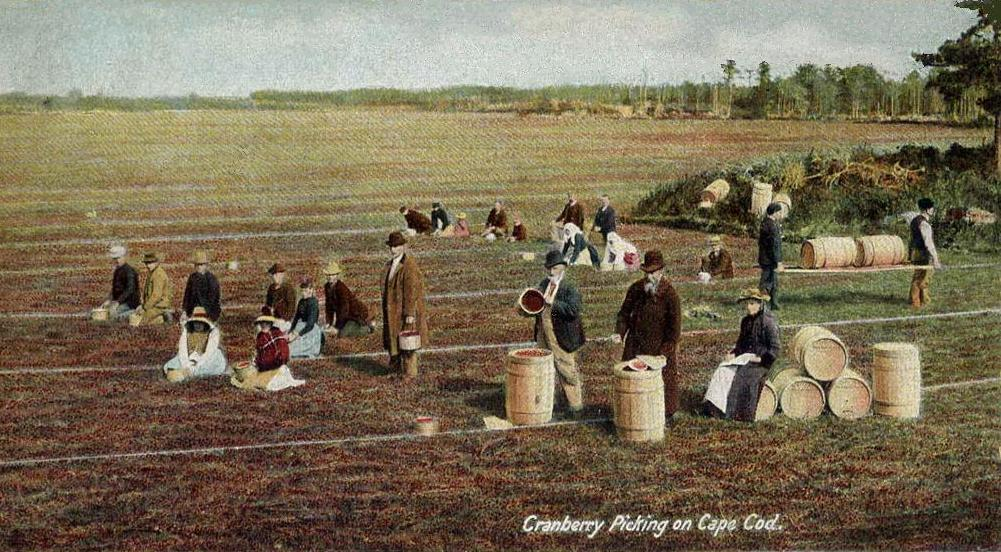
Sklizeň brusinek na fotografii z roku 1906

Giovanni da Verrazzano připlul na Cape Cod z jihu v roce 1524. Nazval ostrov Martha's Vineyard Claudia podle manželky francouzského krále.
Estêvão Gomes, portugalský mořeplavec plující pod španělskou vlajkou, nazval v roce 1525 mys Cabo de la Arenas.

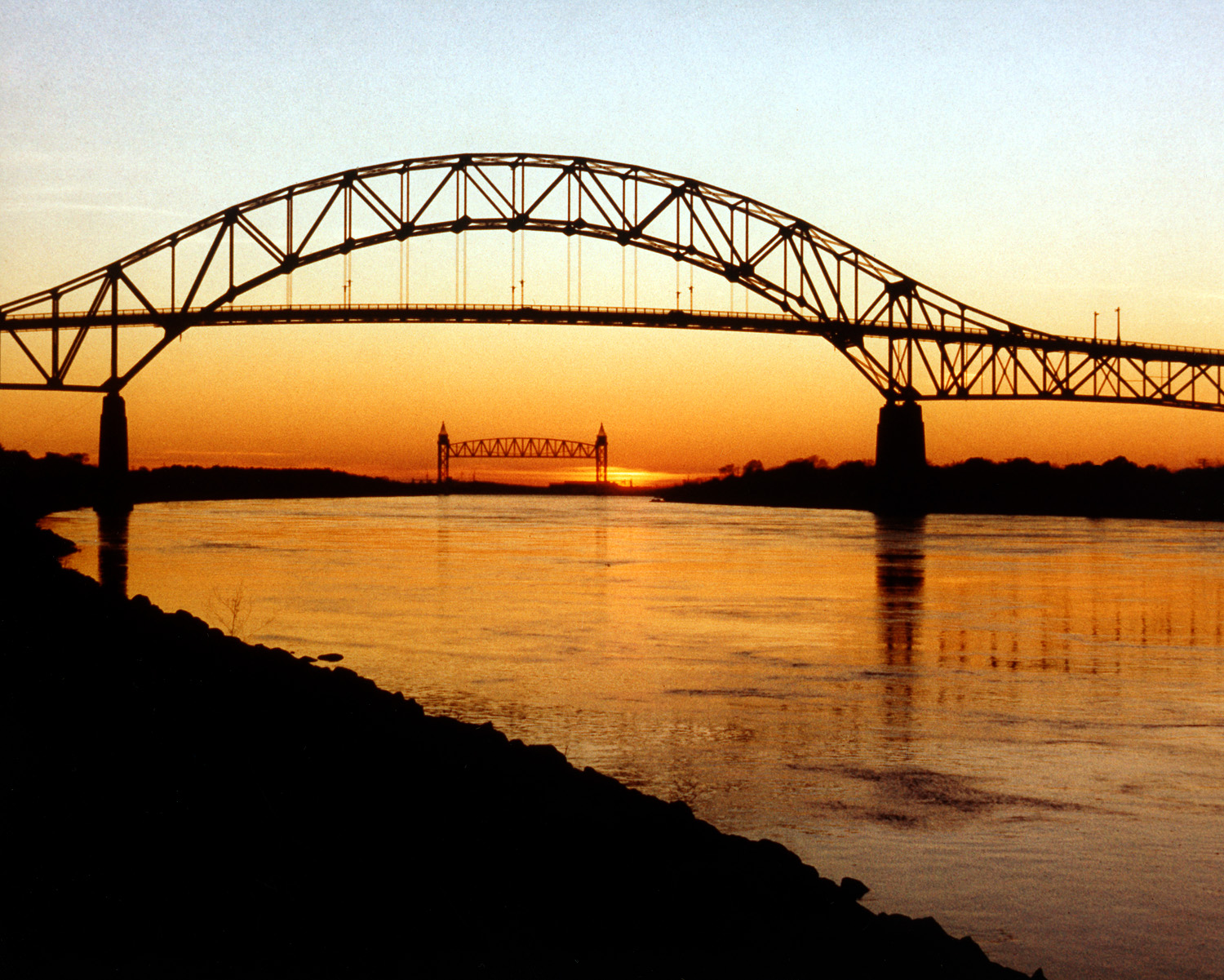
Silniční most Bourne Bridge přes Cape Cod Canal, v pozadí železniční most

.